# Luis Ramírez Zapata
Luis Baltazar Ramírez Zapata (San Salvador, 6 de janeiro de 1954) é um ex-futebolista e treinador de futebol salvadorenho que atuou na Copa do Mundo FIFA de 1982. É o autor do único gol de sua seleção em mundiais.

## Carreira

### Clubes
Em clubes, Ramírez destacou-se atuando pelo Águila, onde foi revelado em 1971, jogando até 1976, e uma segunda passagem, que durou entre 1980 e 1992. Defendeu ainda Cartaginés (1977-78), Puebla (1978), Alianza (1979), Platense (1979) e uma curta passagem pelo Washington Diplomats, em 1990.
Regressou a seu país natal em 1992, aos 38 anos, para encerrar a carreira no Atlético Marte.

## Seleção Salvadorenha
Com a camisa da Seleção de El Salvador, Ramírez estreou com apenas 17 anos, um ano após a fraca participação dos "Cuscatlecos" na Copa de 1970.
Na segunda Copa disputada pelos salvadorenhos, em 1982, o atacante era, ao lado de Mágico González, um dos poucos destaques da equipe, que caiu na primeira fase. O ponto mais baixo foi a goleada por 10 a 1 sofrida contra a Hungria. Porém, Ramírez entrou para a história do futebol salvadorenho ao marcar, aos 19 minutos do segundo tempo, quando os magiares já venciam por 5 a 0, após passe de Norberto Huezo. O atacante comemorou bastante o gol, único de seu país em uma Copa, e tornou-se ídolo do futebol local.
A última partida de Ramírez pelos Cuscatlecos foi em agosto de 1989, pelas eliminatórias da Copa de 1990, contra Trinidad e Tobago. Marcou 17 gols em 58 partidas disputadas.

## Carreira como técnico
Depois de encerrar a carreira, "El Pelé" (apelido de Ramírez) ficou 15 anos sem trabalhar no futebol, voltando à ativa em 2007, como técnico do Águila. Treinou ainda Atlético Balboa (2009) e ADI (2010).